# Fullmetal Alchemist the Movie: Conqueror of Shamballa
Fullmetal Alchemist the Movie: Conqueror of Shamballa (劇場版「鋼の錬金術師　シャンバラを征く者」, Gekijōban "Hagane no Renkinjutsushi: Shanbara ō Yukumono") e um longa-metragem Japonês lançado no Japão em  23 de Julho de 2005, sendo a continuação do seriado de TV Fullmetal Alchemist.

## História
O filme se passa dois anos após os acontecimentos do último episódio da série Fullmetal Alchemist. Edward Elric vive em Munique (Alemanha) no ano de 1923, onde busca uma forma de voltar ao seu mundo e reencontrar seu irmão Alphonse Elric e seus amigos, mas ele terá que enfrentar também os problemas de sua época no outro mundo, como por exemplo Adolf Hitler.

## Vozes
| Personagem           | Japão             |
| -------------------- | ----------------- |
| Edward Elric         | Romi Paku         |
| Alphonse Elric       | Rie Kugimiya      |
| Alphons Heiderich    | Shun Oguri        |
| Noa                  | Miyuu Sawai       |
| Winry Rockbell       | Megumi Toyoguchi  |
| Roy Mustang          | Toru Ohkawa       |
| Riza Hawkeye         | Michiko Neya      |
| Alex Louis Armstrong | Kenji Utsumi      |
| Dietlinde Eckhart    | Kazuko Katou      |
| Mabuse/Fritz Lang    | Hidekatsu Shibata |
| Karl Haushoffer      | Masane Tsukayama  |

## Músicas
Abertura
- "Link" by L'Arc~en~Ciel

Encerramento
- "LOST HEAVEN" by L'Arc~en~Ciel

Todas as músicas são compostas por Michiru Oshima.

## Prêmios
O filme venceu três categorias do 5° premio Tokyo Anime :
- Animação do Ano
- Melhor Roteiro
- Melhor Som

E venceu também o "Animation Grand Award 2005" Mainichi Film Awards.

## Referencias
1. ↑  AnimeNewsNetwork